# Gåssjön, Jämtland
Gåssjön är en sjö i Strömsunds kommun i Jämtland och ingår i Ångermanälvens huvudavrinningsområde. Sjön har en area på 0,18 kvadratkilometer och ligger 333,9 meter över havet. Sjön avvattnas av vattendraget Kanalen.

## Delavrinningsområde
Gåssjön ingår i det delavrinningsområde (706148-149735) som SMHI kallar för Inloppet i Stockvattnet. Medelhöjden är 353 meter över havet och ytan är 18,39 kvadratkilometer. Det finns inga avrinningsområden uppströms utan avrinningsområdet är högsta punkten. Kanalen som avvattnar avrinningsområdet har biflödesordning 3, vilket innebär att vattnet flödar genom totalt 3 vattendrag innan det når havet efter 175 kilometer. Avrinningsområdet består mestadels av skog (81 procent) och sankmarker (12 procent). Avrinningsområdet har 0,18 kvadratkilometer vattenytor vilket ger det en sjöprocent på 1 procent.